# EToro
eToro je brokerska tvrtka specijalizirana za socijalnu trgovinu i brokerske usluge. Tvrtka nudi trgovinu na brojnim tržištima, uključujući valute, burzovne indekse, dionice i kriptovalute putem svoje platforme za trgovanje i mobilne aplikacije. Tvrtka ima urede u Izraelu, Ujedinjenom Kraljevstvu, Cipru, SAD-u i Australiji. eToro je osnovan kao RetailFX 2007. godine u Tel Avivu braća Yoni Assia i Ronen Assia zajedno s Davidom Ringom. U 2020. godini vrijednost tvrtke iznosila je 2,5 milijarde dolara. Iste godine trgovačka platforma imala je 13 milijuna registriranih računa.

## Operacije
eToro nudi CFD-ove na plemenite metale, proizvode i energente, uključujući sirovu naftu WTI, Brent i prirodni plin. Burzovni indeksi obuhvaćeni eToro CFD-ovima uključuju S&P 500, NSDQ 100, australski S&P 200.
eToro je počeo ponuditi kripto valute kao što je Bitcoin u 2013. godini, a druge, uključujući Ethereum i Ripple, od 2017.
eToro reguliraju CySEC u EU, FCA u Velikoj Britaniji, FinCEN u SAD-u i ASIC u Australiji.